# Palech
Palech (anche traslitterata come Paleh) è una cittadina della Russia europea centrale, situata nella oblast' di Ivanovo; appartiene amministrativamente al rajon Palechskij, del quale è il capoluogo.
Palech ha una lunghissima tradizione nel campo dell'iconografia russa, l'arte ortodossa di dipingere icone di argomento religioso per case e chiese.
La cittadina si affermò come centro di produzione di icone nel corso del XIX secolo, anche se, dopo la Rivoluzione d'ottobre e l'affermarsi di ideologie atee, i numerosi artisti di icone si convertirono ad argomenti diversi (arte delle lacche russe, di cui Palech è uno dei principali centri di produzione).